# Семь дней до полудня
«Семь дней до полудня» (англ. Seven Days to Noon), также известный как «Ультиматум» (англ.  Ultimatum) — детективный политический триллер режиссёров Джона и Роя Боултингов, который вышел на экраны в 1950 году.
Сценарий написан Фрэнком Харви и Роем Боултингом на основе истории Пола Дена и Джеймса Бернарда. Фильм рассказывает об учёном-ядерщике, профессоре Уиллингдоне (Барри Джонс), который угрожает взорвать через неделю небольшую атомную бомбу в центре Лондона, если британское правительство не откажется от планов ядерного вооружения. Суперинтендант Скотленд-Ярда Фолленд (Андре Морелл) начинает розыск профессора, в чём ему помогают ассистент профессора Стивен Лейн (Хью Кросс) и дочь профессора Энн (Шейла Манахан). Правительство решает не уступать террористу и отказывается выполнять его требования. Всех людей и материальные ценности организованно вывозят из центра Лондона. Тем временем, полиция выслеживает Уиллингтона за несколько минут до времени взрыва, после чего один из солдат убивает его, а Лейн обезвреживает бомбу.
Фильм получил высокие оценки критики за умный и увлекательный сюжет, напряжённую и искусную постановку, а также за сильную актёрскую игру. В 1952 году Пол Дерн и Джеймс Бернард, авторы истории, положенной в основу фильма, были удостоены премии «Оскар».

## Сюжет
Действие фильма происходит в Лондоне в августе 1952 года. В понедельник утром в Скотланд-Ярде детективу-суперинтенданту Особого отдела Фолленду (Андре Морелл) поручают расследовать, является ли письмо, отправленное накануне вечером премьер-министру, мошенничеством или представляет собой реальную угрозу. Изучив письмо, Фолленд немедленно отправляется в Государственный исследовательский центр в Уоллингфорде, который ведёт разработку атомного оружия. Фолленд рассчитывает узнать как можно больше от отправителе письма, профессоре Уиллингдоне (Барри Джонс), который является старшим научным сотрудником этого центра. Добравшись до места, Фолланд устанавливает, что Уиллингдон пропал, также как и малогабаритная ядерная бомба UR-12, которая достаточно мала и легка, чтобы её мог нести один человек в сумке средних размеров. После опроса коллег Уиллингдона, Фолленд, наконец, сообщает ассистенту профессора Стивену Лейну (Хью Кросс) содержание письма Уиллингдона. В своём письме профессор выдвинул ультиматум, что если британское правительство не согласится на ядерное разоружение к полудню следующего воскресенья, он взорвет бомбу UR-12 в самом центре Лондона, уничтожив территорию радиусом около 12 миль. Фолленд вместе с Лейном направляется в дом Уиллингдона, но ни Лейн, ни жена Уиллингдона (Мэри Ней), ни его дочь Энн (Шейла Манахан) не могут сообщить ничего необычного о поведении профессора в последние дни. Между тем, среди бумаг профессора Фолленд обнаруживает тревожные записи, которые, в сочетании с некоторыми замечаниями, которые он сделал местному викарию, который, насколько известно, последним разговаривал с профессором, указывают на то, что Уиллингдон пришел к выводу, что работа всей его жизни используется правительством в злых целях. Фолланд вместе с Лейном возвращаются в Лондон для доклада премьер-министру (Рональд Адам).
Во вторник Уиллингдон, который носит с собой бомбу в саквояже, молился о божественном наставлении в старой часовне Святого Стефана в Вестминстере, которая была разрушена во время Блитца. Вскоре он видит свою фотографию в газете, хотя и без объяснения, почему он в объявлен в розыске. После этого Уиллингтон идёт к парикмахеру, где сбривает свои заметные усы, а затем снимает комнату в пансионе, которым управляет миссис Пекетт (Джоан Хиксон). Ночью миссис Пекетт пугается от того, что профессор постоянно ходит по комнате, и утром, увидев в газете статью о розыске маньяка, убивающего домохозяек, звонит в полицию. Принявший звонок констебль понимает, что описание соответствует Уиллингдону, направляя к пансиону машину. При подходе к пансиону профессор замечает полицейские машины, после чего незаметно уходит противоположную сторону. Выбросив свой макинтош, профессор направляется в ломбард, чтобы купить новое пальто. Там он знакомится с Голди Филлипс (Олив Слоун), актрисой, чьи лучшие дни позади, и её собакой Трикси. Вечером они снова встречаются и идут в паб. Когда паб закрывается, Голди приглашает Уиллингдона к себе домой, так как ему негде переночевать. Он спит на гостевой кровати и уходит до того, как Голди просыпается на следующее утро.
Серия внеочередных заседаний Кабинета министров Великобритании и признаки надвигающейся массовой мобилизации привлекают внимание прессы. К четвергу начинают распространяться слухи о войне, и у резиденции премьер-министра на Даунинг-стрит, 10, собирается растущая толпа. В такой обстановке премьер-министр решает сделать заявление по радио. Он описывает угрозу и объявляет об эвакуации территории в 12 квадратных миль вокруг Парламента, которая начнётся следующим утром. После ее завершения армейские подразделения начнут обыск центрального Лондона, начиная с края зоны эвакуации и двигаясь к центру. Полицейские под руководством Фолленда продолжают интенсивный розыск Уиллингдона. В городе на рекламных щитах и на автобусах появляются многочисленные плакаты с лицом Уиллингдона, увидев которые, Голди направляется в полицию. Вернувшись домой, Голди видит там саквояж Уиллингдона, а затем и самого профессора. Всё более интенсивные поиски заставили его нервничать и спрятаться в квартире Голди. Уиллингдон вынужден взять её в заложники, заявляя, что взорвет бомбу раньше объявленного срока, если она начнёт звать на помощь. В пятницу в центре города проходит массовая эвакуация людей, а также вывоз важных культурных артефактов. В субботу армейские группы проводят системный обыск всех домов в опустевшем центре города, вечером обнаруживая запертую в квартире Голди. Однако Уиллингдон к этому моменту уже сбежал через окно по крышам Кеннингтона.
К утру воскресенья Уиллингдон возвращается в часовню Святого Стефана, где незадолго до полудня солдаты обнаруживают его молящимся. Фолленд и Лейн спешат туда, приводя Энн, чтобы попытаться отговорить Уиллингдона от его плана. Профессор говорит, что слишком поздно что-либо менять. Увидев в дальнем конце помещения саквояж, Энн зовёт на помощь. Уиллингдона задерживают и отбирают саквояж, после чего Лейн начинает обезвреживать бомбу. С криками «слишком поздно» Уиллингдон вырывается и выбегает из часовни, но у выхода его убивает разнервничавшийся солдат. Ровно в полдень Лейн заканчивает обезвреживать бомбу. Голди, которая в этот момент на Вестминстерском мосту пытается поймать попутную машину, чтобы уехать из города, слышит сигнал отбоя воздушной тревоги, после чего возвращается домой.

## В ролях
- Барри Джонс — профессор Джон Уиллингдон
- Олив Слоун — Голди Филлипс
- Андре Морелл — суперинтендант Фолленд
- Шейла Манахан — Энн Уиллингдон, дочь профессора Уиллингдона
- Хью Кросс — Стивен «Стив» Лейн
- Джоан Хиксон — миссис Эмили Джорджина Пеккет, домовладелица
- Рональд Адам — Артур Литтон, премьер-министр
- Мари Ней — миссис Уиллингдон, жена профессора Уиллингдона
- Уиндем Голди — преподобный Бёрджесс, викарий Уоллингфорда
- Рассел Уотерс- детектив Дэвис
- Мартин Бодди — генерал Уиллоуби

## История создания и проката фильма
Фильм основан на истории, написанной журналистом Полом Деном (англ. Paul Dehn) и музыкантом Джеймсом Бернардом (англ. James Bernard), ни один из которых на тот момент не был сценаристом. Джеймс Бернард, в частности, более известен как композитор музыки ко многим фильмам ужасов студии Hammer Film Productions, включая «Дракулу» (1958). По иронии судьбы, однако, своего единственного «Оскара» он получил не за музыку, а именно за этот фильм как соавтор истории. Как отмечает историк кино Дерек Виннерт, «хотя фильм и основан на книге Фернандо Жоссо (англ.  Fernando Josseau) „Нацист на Манхэттене“ (англ. Un Nazi en Manhattan), Ден и Бернард не указали его в титрах как автора истории».
Как было указано в газете «Нью-Йорк Таймс», хотя в титрах оба брата указаны как продюсеры, режиссёры и монтажёры, фактически режиссёром был Джон Боултинг, а Рой Боултинг был продюсером и монтажёром. Братья Боултинг описали содержание фильма как историю о «Гае Фокса в современном обличье» и намеренно не взяли на главные роли звёзд, поскольку считали, что так история будет смотреться более правдоподобно. Во время съемок Джон Боултинг сказал: «Нам не нужны никакие звёзды. Они бы только мешали. Эти старые знакомые лица, старые знакомые трюки и жесты полностью разрушили бы иллюзию, которую мы создавали. Только мой брат и я знаем всю историю фильма. Даже наши актёры не видели всего сценария. Мы держим это в секрете, пока фильм не будет готов к продаже».
Производство картины началось в июле 1949 года при содействии Министерства обороны и полиции. Как написал кинокритик Джонатан Ригби, фильм снимался летом 1949 года, как раз в тот момент, когда Советский Союз взорвал свою первую атомную бомбу. Натурные съёмки фильма проходили в течение нескольких недель в центральном Лондоне, в частности, на станции метро «Хай-стрит Кенсингтон», на улице Кромвелл-роуд, у Мраморной арки, на рынке «Ковент-гарден» и в Британском музее. Другие источники добавляют, что натурные съёмки проходили на Вестминстерском мосту, в Ламбет-Гроув и на станции метро «Трафальгарская площадь». Для регулирования движения на мосту использовались рации.
Как пишет Ригби, «используя около 70 локаций по всему городу, фильм остается ярким снимком послевоенного Лондона и его населения, особенно в своих поразительных сценах массовой эвакуации. Этот полный исход крупнейшего города мира осуществляется хладнокровно, решительно и без паники», — отметил американский радиокорреспондент, напоминая о том духе общности, проявившийся ещё во времена Второй мировой войны. Сцены опустевшего города, снятые Боултингами, «обладают жуткой силой, достоверно воспроизведенной в гораздо более поздних фильмах», таких как «28 дней спустя» (2002) режиссёра Дэнни Бойла.
Лондонская премьера фильма состоялась 14 сентября 1950 года. В США фильм вышел в прокат 18 декабря 1950 года.
Это был один из ряда финансово успешных фильмов, выпущенных продюсерскими и дистрибьюторскими компаниями Александра Корды после серии провалов.
В 1951 Рой Боултинг поставил сиквел этого фильма под названием «Государственная измена» (1951), в котором Андре Морелл снова сыграл суперинтенданта Фолленда. В этом фильме (правда, в другой роли) также вновь появилась Джоан Хиксон, более всего известная по роли мисс Марпл в серии телевизионных фильмов 1984—1992 годов.

## Оценка фильма критикой
Фильм довольно неплохо показал себя в прокате. Британский журнал Time & Tide высоко оценил картину как «самый умный фильм, который до сих пор затрагивал одну из проблем, стоящих перед атомным веком», в то время как другой журнал Picturegoer обратил внимание на то, что фильм «показывает Лондон на экране более реалистично, чем когда-либо прежде».
Профессиональный британский журнал Monthly Film Bulletin назвал картину «первоклассным триллером на тревожную актуальную тему». Как пишет автор статьи, «сценарий не совершает ошибки, начинаясь на слишком высокой возбуждающей ноте, и переход от обыденной рутины в начальных сценах к высокому напряжению последнего дня преследования выполнен восхитительно». По словам рецензента, «захватывающая история приобретает остроту и реалистичность благодаря мастерству, с которым показаны сцены в Лондоне, особенно эвакуация — высокий уровень организации, толпы, набитые во все возможные виды транспорта, а затем кадры пустых, тихих улиц. Натурные съемки на этот раз передают подлинную атмосферу города». Как отмечается в статье, «создатели фильма проявили смелость, задействовав актёрский состав, в котором нет звёздных имен, и результат полностью оправдал себя. Особенно хороши Барри Джонс в роли профессора (убедительно показывающий его одержимость и логику, которой он объясняет свои действия), Олив Слоун, которая комична и трогательна, а Джоан Хиксон в роли домовладелицы скорее личность, чем карикатура».
По мнению рецензента журнала Variety, «Барри Джонс даёт умную трактовку образа учёного. Это чётко прописанный портрет человека, которого никто не понимает, — это трогательная актёрская работа. Главную женскую роль, щедро наполненную комедийными репликами, исполняет Олив Слоун. Она играет бывшую танцовщицу с редким воодушевлением». Критик также подчёркивает, что «актёрам помогает первоклассный сценарий. Диалоги неизменно лаконичны, и ни одна возможность для смеха не упущена, несмотря на серьёзность темы».
Писательница Вирджиния Грэм в журнале The Spectator написала: «Барри Джонс и Олив Слоун демонстрируют выдающуюся игру, сценарий одновременно остроумный и мудрый, и если, возможно, лондонская полиция и не выходит из ситуации с честью, то этого не скажешь обо всех остальных участниках этой гигантской игры в прятки».
В книге «Британские звуковые фильмы: Студийные годы 1928—1959» кинокритик Дэвид Куинлан оценил фильм как «очень хороший», написав, что это «напряженный триллер с ощущением экстренности в каждом кадре». Историк кино Лесли Халливелл отметил «убедительный и сдержанный саспенс картины, который впоследствии много копировали, так что теперь он кажется довольно очевидным».
Кинокритик Джонатан Ригби заключил, что «режиссёры-продюсеры Джон и Рой Боултинги укрепили свою репутацию этим захватывающим апокалиптическим триллером, актуальность которого остается неизменной и сегодня». Фильм отличает «простая, но искусная и заставляющая задуматься история о научной ответственности», которая была создана критиком Полом Деном и композитором Джеймсом Бернардом, а также «чёткой операторской работой Гилберта Тейлора и превосходными актёрскими работами Олив Слоун, Андре Морелла и, прежде всего, Барри Джонса в роли измученного профессора Уиллингдона». Как далее отмечает критик, хотя «действие фильма происходит в будущем — заголовок в Daily Express помещает происходящие события в август 1952 года — несмотря на все свои оттенки Армагеддона, не является научно-фантастическим фильмом. Тем не менее, он оказал глубокое влияние на несколько научно-фантастических хоррор-гибридов, выпущенных британскими кинематографистами в последующие годы». Его передвижения войск, интерьеры церквей, общегородской розыск и нуарное настроение подавленной истерии нашли отражение, например, в таких фильмах, как «Эксперимент Куотермасса» (1955) и «Проклятые» (1963).
Историк кино Деннис Шварц назвал картину «захватывающим напряженным триллером о возможной ядерной гибели Лондона». По его мнению, «фильм хорошо снят, поддерживает напряженную атмосферу на всём протяжении. Он также демонстрирует умную игру актёра-ветерана Барри Джонса», который в роли «учёного и джентльмена оказывается безумным террористом с ошибочными целями достижения мира во всем мире, поскольку он стремится пробудить равнодушный мир и заставить понять реальные опасности распространения ядерного оружия». Как пишет Шварц, «фильм выступает как притча о социально-политической проблеме наличия ядерной программы, указывая на возможность её безрассудного использования в качестве средства уничтожения, но дилемма заключается в том, что она также может быть использована как сила для поддержания мира. Это мировая проблема, которая не решена и спустя пятьдесят с лишним лет, но этот увлекательный и заставляющий задуматься фильм предлагает нам поразмыслить над этой дилеммой в более отрезвляющих тонах и очень хорошо показывает, как терроризм и действия правительства могут быть так тесно связаны друг с другом, и о власти, которую каждая из сторон оказывает на жизнь обычного гражданина».
Современный кинокритик Дерек Виннерт оценил картину как «напряженный британский триллер, который рассказывает волнующую и умную историю об английском ученом-атомщике, который сбегает из исследовательского центра с атомной бомбой». Как считает Виннерт, это «первоклассный триллер от братьев Боултинг, благодаря убедительной игре актёров, сильному сценарию, основанному на увлекательной истории Пола Дена и Джеймса Бернарда, а также захватывающей и динамичной режиссуре».

## Награды и премии
В 1950 году картина принимала участие в конкурсной программе Венецианского кинофестиваля, а в 1951 году была номинирована на премию BAFTA как лучший британский фильм. В 1952 году фильм был удостоен премии «Оскар» за лучшую историю, которую разделили Пол Дерн и Джеймс Бернард.